# Hepatitis isquèmica
L'hepatitis isquèmica (també coneguda com a fetge de xoc) és una condició definida com una lesió hepàtica aguda causada pel flux insuficient de sang (i el subministrament d'oxigen en conseqüència, insuficient) per al fetge. La disminució del flux sanguini (perfusió) per al fetge és en general a causa d'un xoc o pressió arterial baixa. No obstant això, també poden causar hepatitis isquèmica les causes locals que afectin a l'artèria hepàtica (i que subministra oxigen al fetge), tal com un coàgul de sang al seu interior.

## Signes i símptomes
Les persones que desenvolupen hepatitis isquèmica poden tenir debilitat, fatiga, confusió mental, i baixa producció d'orina (oligúria). Un petit percentatge de persones afectades poden desenvolupar coma hepàtic. Pot presentar-se icterícia, però és rara i transitòria, com també la pèrdua real de la funció del fetge.